# Герб Бикової Греблі
Герб Би́кової Гре́блі — офійний символ села Бикової Греблі затверджений рішенням Биковогреблевскої сільської ради № 81-12-IV від 6 серпня 2004 року. 
Автор герба — Євген Чернецький.

## Опис
Щит чотирикутної форми з півколом у нижній частині розділений срібним геодезичним знаком «гребля» на дві нерівні частини: верхню зелену (1/3) і нижню лазурову (2/3); в центрі верхньої частини срібна голова бика. Щит обрамлений декоративним картушем та увінчаний золотою сільською короною.
Голова бика символізує прізвисько людини, а геодезичний знак його греблю. Колористика гербового поля символізує загачену річку та місце поселення.